# Charles Philippe de Croÿ
Pour les autres membres de la famille, voir Famille de Croÿ.
Charles Philippe de Croÿ, né le 1er septembre 1549 et mort le 23 novembre 1613 en Bourgogne, Marquis d'Havré, est un militaire et un politicien des Pays-Bas méridionaux.

## Biographie
Fils posthume de Philippe II de Croÿ et de sa seconde épouse, Anne de Lorraine. Ses parrains étaient le roi Charles Quint et son fils, le futur roi Philippe II d'Espagne, d'où son prénom de Charles-Philippe.

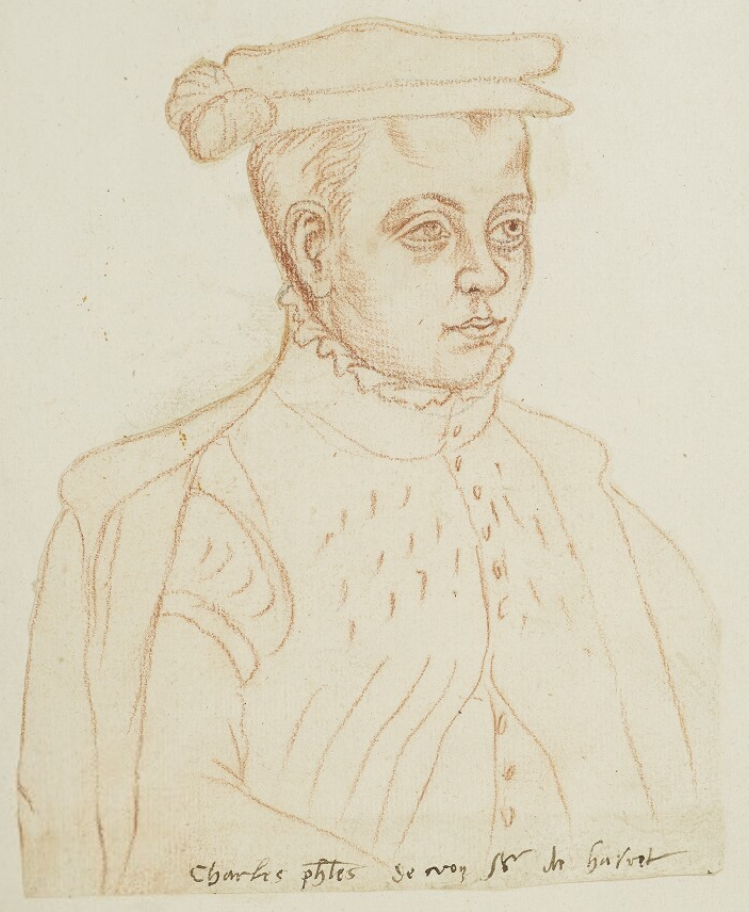
Charles Philippe jeune, vers 1570, d'après Jacques Le Boucq, figurant dans le Recueil d'Arras

Agé de dix-neuf ans à peine, il a combattu sous le commandement militaire du duc d'Albe et fut témoin de la campagne militaire de ce dernier en 1568 contre la première invasion d'Orange menée par Guillaume le Taciturne.
Un an plus tard, il combat aux côtés du roi Charles IX contre les huguenots à la bataille de Moncontour et est grièvement blessé par une balle tirée d'une arquebuse. À la demande de son frère Philippe III, le chirurgien de la cour, Ambroise Paré, vint au château du Havré pour le guérir de cette blessure.
En 1574, le roi Philippe II le nomma commandant de l'unité de Philippe de Noircarmes, mort cette année-là, et l'éleva au rang de marquis de Havré. Charles Philippe s'est ensuite rendu en Espagne et a été reçu avec beaucoup de respect à la cour d'Espagne. A son retour aux Pays-Bas, Charles Philippe prend un siège au Conseil d'Etat, sans pouvoir y justifier d'une nomination officielle, au grand dam du nouveau gouverneur Juan d'Autriche, qui le prend pour un ennemi.
Charles Philippe était un confident du roi Philippe II et devint membre du Conseil d'État aux Pays-Bas. En 1576, il tente en vain d'arrêter le sac d'Anvers.
En 1577, il a fait défection lors de l'Union de Bruxelles et a été honoré par les rebelles avec le poste d'ambassadeur en Angleterre.
Charles Philippe et d'autres membres du Conseil d'État ont été invités à servir de médiateur avec le gouverneur Juan d'Autriche au sujet de l'Union de Bruxelles et l'ont accompagné lorsqu'il a pris Namur. Charles Philippe, cependant, pensait que le parti des États généraux étaient en train de gagner et quitta secrètement la ville pour être rejoindre Bruxelles comme transfuge. Du côté des insurgés, il devient ambassadeur auprès d'Elisabeth Ire d'Angleterre et reçoit le commandement d'une unité de Reiter (mercenaires).
En 1579, il était en mission dans l'Artois avec Adolf van Meetkercke (en), lorsqu'il disparut subitement à Cambrai pour rejoindre le camp du roi Philippe II. Il a été gracié par ce dernier, mais est resté dans un état de disgrâce pendant les huit années suivantes.
En 1587, il se fait de nouveau remarquer en tant que membre d'une expédition militaire qui se précipite au secours de son neveu, Charles III, duc de Lorraine. Il redevient par la suite membre du Conseil d'État et est se révèle être un instrument fidèle du régime royal absolutiste.
En 1594, il est envoyé par l'archiduc Ernest d'Autriche à la Diète impériale de Ratisbonne comme représentant du cercle bourguignon et l'empereur Rodolphe II le nomme prince du Saint-Empire, distinction qui n'avait aucune valeur juridique aux Pays-Bas.
En 1599, il est élevé au titre de chevalier de l'Ordre de la Toison d'or.

## Descendance
Charles Philippe se marie en 1570 avec Diane de Dommartin (1552–1625). De cette union sont issus :
- Charles Alexandre de Croÿ, Marquis d’Havré (1574–1624)[1].
- Dorothée de Croÿ (nl) (1575–1662), mariée à son cousin Charles III de Croÿ.
- Ernest de Croÿ (1583–1620), marié à Anne de Poméranie en 1619, père de Ernest Bogislaw de Croÿ.
- Christine de Croÿ (1591–1664), mariée à Philippe Othon de Salm-Salm, tué à la bataille de Nördlingen en 1634.

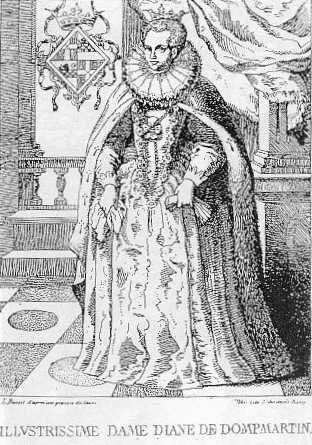
Gravure de Diande de Dommartin.
Blason de Diane de Dommartin.

## Sources
- Israel, Jonathan I., Conflicts of Empires: Spain, the Low Countries and the Struggle for World, 1585-1713, The Hambledon Press, 1997.